# Rima Fakih

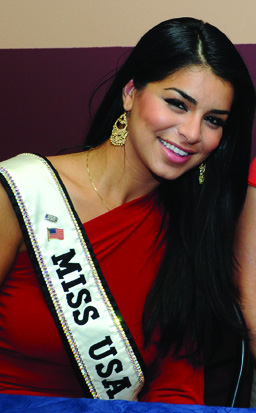
Rima Fakih

Rima Fakih (* 22. September 1985 in Srifa, Libanon; arabisch ريما فقيه, DMG Rīmā Faqīh) ist eine libanesisch-amerikanische Schönheitskönigin und Gewinnerin der Miss USA 2010.

## Leben
Fakih zog 1993 mit ihrer Familie nach New York, wo sie die katholische St. John’s Preparatory School besuchte. 2003 zog die Familie nach Dearborn, Michigan. Dort gewann Fakih am 19. September 2009 den Titel der Miss Michigan.
Bereits 2008 hatte sie als Vertreterin von Michigan an der Wahl der  Miss Libanon Emigrant teilgenommen, wo sie den dritten Platz erreichte. Bei den Miss-USA-Wahlen am 16. Mai 2010 wurde sie zur Titelträgerin gekürt.
Die gebürtige Libanesin, die als Muslimin aufwuchs, war die erste Frau ihrer Nationalität, Ethnie und Religion, die den Titel der Miss USA erringen konnte.
Im April 2016 wurde bekannt, dass Fakih für ihre Eheschließung vom Islam zum maronitischen Christentum konvertiert ist.
Sie besuchte die University of Michigan, wo sie Wirtschaftswissenschaften studierte. Sie plant ein Jura-Zweitstudium.
Nach einigen vorherigen Auftritten in der WWE wurde im Februar 2011 bekannt, dass sie eine Karriere im professionellen Wrestling anstrebt und einen Vertrag bei der WWE unterschrieben hat. Bei der WWE nahm Fakih an der Casting-Show WWE Tough Enough teil.